# إيفون بكنغهام
إيفون بكنغهام (بالإنجليزية: Yvonne Buckingham)‏ هي ممثلة بريطانية، ولدت في 1937.

## وصلات خارجية
- إيفون بكنغهام على موقع IMDb (الإنجليزية)
- إيفون بكنغهام على موقع قاعدة بيانات الفيلم (الإنجليزية)